# サンティアゴ・ソラーリ
サンティアゴ・エルナン・ソラーリ・ポッジオ（Santiago Hernán Solari Poggio, 1976年10月7日 - ）は、アルゼンチン・サンタフェ州ロサリオ出身の元サッカー選手、現サッカー指導者。選手時代のポジションはミッドフィールダー。現在は、レアル・マドリードのフットボール・ディレクター職にある。

## 経歴

### 選手時代
生まれ故郷のロサリオから、アメリカのリチャード・ストックトン・カレッジに渡り、1996年にCAリーベル・プレートに移籍し、プロデビューを果たす。3シーズン後の1998年にスペイン・リーガ・エスパニョーラのアトレティコ・マドリードに移籍した。1999-2000シーズン終了後にセグンダ・ディビシオン（2部）降格が決定し、ライバルのレアル・マドリードに移籍した。2000-01シーズンはコンディションを整えるのに苦労したが、2001-02シーズンには立ち位置を確立し、UEFAチャンピオンズリーグでの成功に大きな役割を果たした。2002-03シーズンは控えに降格したがしかし、加入してふたつめのリーグタイトル獲得を助けた。2003-04シーズンはレギュラーに復帰したが、リーグ戦4位という失望のシーズンとなり、コパ・デル・レイやUEFAチャンピオンズリーグでも優勝を逃した。2004-05シーズン中にはクラブとの契約を延長した。レアル・マドリード時代にはセンターハーフ、オフェンシブハーフ、ディフェンシブハーフ、左サイドハーフと中盤のあらゆるポジションをこなしただけでなく、左サイドバックや左ウイングとして出場したこともあった。
2005年夏、イタリア・セリエAのインテルナツィオナーレ・ミラノと3年契約を結び、2005-06シーズンにはコッパ・イタリア優勝とセリエAの3連覇に貢献した。2008年6月30日にインテルとの契約が満了し、アルゼンチンのCAサン・ロレンソ・デ・アルマグロと1年契約を結んだ。サン・ロレンソとの契約が満了した後の2009年7月15日、フリートランスファーでメキシコのアトランテFCに移籍した。2010年8月30日、やはりフリートランスファーでウルグアイのCAペニャロールと1年契約を結び、翌年の2011年に現役引退。

### 指導者時代
2013年から古巣であるレアル・マドリードの下部組織で指導者となり、2014-15シーズンからは下部組織のカテゴリーの1つであるカデテA(U-16)の監督に就任した。2015-16シーズン、フベニールA (U-19) 監督だったルイス・ミゲル・ラミスのレアル・マドリード・カスティージャ昇格に伴い、フベニールAの監督に昇格した。2016-2017シーズンより退任したルイス・ミゲル・ラミスの後任としてレアル・マドリード・カスティージャの監督に昇格。
2018年10月29日、トップチームの監督であったフレン・ロペテギが成績不振により解任、後任が決まっていなかったことから暫定監督に昇格した。リーガ・エスパニョーラを主催するスペインサッカー連盟は次期監督選定の猶予期間を2週間と定めているため、クラブ側はアントニオ・コンテなど複数の候補者の招聘に動いていたとされるが、その間にトップチームを率いたソラーリは初戦のコパ・デルレイ4回戦の対UDメリリャ戦の快勝に始まり、リーグ戦第11節の対レアル・バリャドリード戦、UEFAチャンピオンズリーグの対FCヴィクトリア・プルゼニ戦で3試合連続完封勝利に導き、就任以来、3試合連続完封勝利を達成したのは1957年のルイス・カルニグリア監督以来で61年ぶりの快挙となった。2週間の期限が迫ったリーグ第12節の対セルタ・デ・ビーゴ戦も無失点記録こそ途絶えたが勝利して就任以来、4戦全勝を達成し、首脳陣もこの成績を高く評価して、11月13日、正式に監督に就任した。以降はイスコ、マルセロ、ケイロル・ナバス、ガレス・ベイルらベテランを先発から外したことで、確執が報じられながら、ヴィニシウス・ジュニオール、セルヒオ・レギロンら若手の起用によりチームを立て直し、一時はリーグ2位に浮上し、首位バルセロナに勝ち点6差に詰め寄ったが、2019年2月16日の第24節の対ジローナFC戦の敗戦から宿敵バルセロナに二連敗（リーグ第26節およびコパ・デル・レイ準決勝）を喫し、このショックを抱えたまま臨んだUEFAチャンピオンズリーグベスト16の対アヤックス戦では第一戦で勝利を収めながら、ホームの第二戦で1-4（2試合合計3-5）の逆転負けを喫して今季の無冠が決定的となったことから3月11日、解任が発表された。
2020年12月29日、メキシコのクラブ・アメリカの監督就任が発表された。2022年3月、成績不振を理由に解任。
2022年11月、古巣レアル・マドリードのフットボールディレクターに就任したことが報じられている。

## 人物
現役時代の2002年には有料放送Canal+のスペイン版で最もセクシーな選手に選ばれたことがある。

## 家族
1966 FIFAワールドカップに出場し、引退後は横浜マリノスで監督を務めたホルヘ・ソラーリは叔父である。レアル・マドリードなどに所属したフェルナンド・レドンドはサンティアゴのいとこ（ホルヘの長女）と結婚した。ベルギー、スペイン、キプロスなどでプレーしたエステバン・ソラーリは弟である。妹のリズ・ソラーリはモデルである。

## タイトル
リーベル・プレート
- プリメーラ・ディビシオン (3) : 1996-97A, 1996-97C, 1997-98A
- コパ・リベルタドーレス (1) : 1996[9]

レアル・マドリード
- リーガ・エスパニョーラ (2) : 2000-01, 2002-03
- UEFAチャンピオンズリーグ (1) : 2001-02
- UEFAスーパーカップ (1) : 2002
- インターコンチネンタルカップ (1) : 2002

インテル
- セリエA (3) : 2005-06, 2006-07, 2007-08
- コッパ・イタリア (1) : 2005-06
- スーペルコッパ・イタリアーナ (1) : 2006

## 個人成績

### クラブでの出場記録
| クラブ成績   | クラブ成績               | クラブ成績   | リーグ | リーグ | カップ     | カップ     | 国際大会   | 国際大会   | 通算 | 通算 |
| シーズン     | クラブ                   | リーグ       | 出場   | 得点   | 出場       | 得点       | 出場       | 得点       | 出場 | 得点 |
| アルゼンチン | アルゼンチン             | アルゼンチン | リーグ | リーグ | カップ     | カップ     | 南米       | 南米       | 通算 | 通算 |
| ------------ | ------------------------ | ------------ | ------ | ------ | ---------- | ---------- | ---------- | ---------- | ---- | ---- |
| 1996-97      | リーベル・プレート       | プリメーラ   | 24     | 2      | -          | -          | 1          | 0          | 25   | 2    |
| 1997-98      | リーベル・プレート       | プリメーラ   | 27     | 6      | -          | -          | 9          | 1          | 36   | 7    |
| 1998-99      | リーベル・プレート       | プリメーラ   | 16     | 5      | -          | -          | -          | -          | 16   | 5    |
| スペイン     | スペイン                 | スペイン     | リーグ | リーグ | 国王杯     | 国王杯     | ヨーロッパ | ヨーロッパ | 通算 | 通算 |
| 1998-99      | アトレティコ・マドリード | ラ・リーガ   | 12     | 1      | -          | -          | 1          | 0          | 13   | 1    |
| 1999-00      | アトレティコ・マドリード | ラ・リーガ   | 34     | 6      | -          | -          | 7          | 0          | 41   | 6    |
| 2000-01      | レアル・マドリード       | ラ・リーガ   | 14     | 4      | -          | -          | 10         | 1          | 24   | 5    |
| 2001-02      | レアル・マドリード       | ラ・リーガ   | 28     | 1      | -          | -          | 14         | 4          | 42   | 5    |
| 2002-03      | レアル・マドリード       | ラ・リーガ   | 28     | 0      | -          | -          | 11         | 0          | 39   | 0    |
| 2003-04      | レアル・マドリード       | ラ・リーガ   | 34     | 5      | -          | -          | 9          | 2          | 43   | 7    |
| 2004-05      | レアル・マドリード       | ラ・リーガ   | 27     | 3      | -          | -          | 5          | 0          | 32   | 3    |
| イタリア     | イタリア                 | イタリア     | リーグ | リーグ | イタリア杯 | イタリア杯 | ヨーロッパ | ヨーロッパ | 通算 | 通算 |
| 2005-06      | インテル                 | セリエA      | 13     | 3      | 7          | 2          | 6          | 0          | 26   | 5    |
| 2006-07      | インテル                 | セリエA      | 21     | 1      | 5          | 0          | 4          | 0          | 30   | 1    |
| 2007-08      | インテル                 | セリエA      | 5      | 0      | 5          | 1          | 5          | 0          | 15   | 1    |
| アルゼンチン | アルゼンチン             | アルゼンチン | リーグ | リーグ | カップ     | カップ     | 南米       | 南米       | 通算 | 通算 |
| 2008-09      | サン・ロレンソ           | プリメーラ   | 14     | 3      | -          | -          | -          | -          | 14   | 3    |
| 通算         | アルゼンチン             | アルゼンチン | 81     | 16     | -          | -          | 10         | 1          | 91   | 17   |
| 通算         | スペイン                 | スペイン     | 177    | 20     | -          | -          | 57         | 7          | 234  | 27   |
| 通算         | イタリア                 | イタリア     | 39     | 4      | 17         | 3          | 15         | 0          | 71   | 7    |
| 総通算       | 総通算                   | 総通算       | 297    | 40     | 17         | 3          | 82         | 8          | 396  | 51   |

### 代表での年別出場試合数
| アルゼンチン代表 | 国際Aマッチ | 国際Aマッチ |
| 年               | 出場        | 得点        |
| ---------------- | ----------- | ----------- |
| 1999             | 1           | 0           |
| 2000             | 1           | 0           |
| 2001             | 0           | 0           |
| 2002             | 3           | 0           |
| 2003             | 4           | 0           |
| 2004             | 2           | 0           |
| 通算             | 11          | 0           |